# Lycée Saint-Louis-de-Gonzague
Lycée Saint-Louis-de-Gonzague là một cơ sở giáo dục Công giáo tư nhân theo hợp đồng liên kết với Nhà nước, thường được gọi là "Franklin" theo tên đường mà nó tọa lạc, ở quận 16 của Paris. Được thành lập vào năm 1894, nó nằm dưới sự giám sát của các tu sĩ Dòng Tên và cung cấp chương trình giáo dục từ mẫu giáo đến các lớp dự bị. Nó được biết đến với sự xuất sắc trong học tập.
Hầu hết sinh viên chọn tiếp tục học trong các lớp dự bị như Lycée privé Sainte-Geneviève, Collège Stanislas hoặc Lycée Janson-de-Sailly. Sau đó, họ thường đi tiếp vào các trường Grande école hàng đầu của Pháp như HEC Paris, ESSEC, ESCP (cho các nghiên cứu kinh doanh và quản lý) hoặc École Polytechnique, CentraleSupélec (cho các nghiên cứu kỹ thuật và khoa học). Franklin cũng có tỷ lệ chấp nhận cao tại Sciences Po Paris, nơi sinh viên theo đuổi các nghiên cứu về chính sách công và khoa học xã hội. Sinh viên muốn theo học luật thường được nhận vào Đại học Pantheon-Assas hoặc, để lấy bằng y khoa, họ được nhận vào Đại học Paris Cité, cả hai đều được coi là tốt nhất ở Pháp trong lĩnh vực của họ.

## Sinh viên tốt nghiệp nổi tiếng
- Sindika Dokolo, người Công- gô nhà sưu tầm nghệ thuật và doanh nhân